# Szufnarowa
Szufnarowa ist eine Ortschaft mit einem Schulzenamt der Gemeinde Wiśniowa im Powiat Strzyżowski der Woiwodschaft Karpatenvorland in Polen.

## Geographie
Der Ort liegt im Strzyżów-Gebirge. Die Nachbarorte sind Wielopole Skrzyńskie im Norden, Nawsie (Wielopolskie) im Nordosten, Różanka und Niewodna im Osten, Wiśniowa im Süden, sowie Pstrągówka und Jaszczurowa im Westen.

## Geschichte
Der Ort in den Gütern von Kunice (siehe Geschichte von Wielopole Skrzyńskie ) wurde im Lebuser Stiftregister aus dem Jahr 1405 als das neugegründete Dorf unter dem deutschen Rodungsnamen Schuffnerhaw (Schuffner+hau) im Besitz des Schulzen (des Gründers? Die Lokatoren wurden oft zum ersten Schultheiß) von Dobrzechów (item Schuffnerhaw Bluczibor [Włościbor] scoltetus in Dobrzechow) erstmals urkundlich erwähnt. Nach Feliks Kiryk beschrieb dieses Dokument in der Wirklichkeit die Situation nicht im frühen 15., sondern im frühen 14. Jahrhundert. Im Gegensatz zu Busserhaw (Pstrągówka?) und Noblicshaw im gleichen Manuskript gibt es heute keine Zweifel an der Identifizierung, jedoch ist der Anteil deutscher Bevölkerung im Ort schwierig bestimmbar oder nur vermutlich.
Später folgten die polonisierten Formen de Suphnarowa (1408), de Suffnarova (1424), de Suchnarowa (1426), de Schwffnarow (1427), de Szufnarowow (1442), de Sunfarowa (1447), de Szuchnarowa (1447), de Schofnarowa (1470), de Zuphnarowa (1471). Nach F. Piekosiński ist der Name vom Gründer Lechita Szufnar abgeleitet. Der deutschstämmige Nachname Szufnar bzw. Szufner wurde beispielsweise im Jahr 1487 als die Bürgerin von Przeworsk Dorota Szufnarowa (abwechselnd mit Dorota Żywnarowa) erwähnt.
Das Dorf gehörte zur Adelsrepublik Polen-Litauen, Woiwodschaft Sandomir, Kreis Pilzno. Bei der Ersten Teilung Polens kam Szufnarowa 1772 zum neuen Königreich Galizien und Lodomerien des habsburgischen Kaiserreichs (ab 1804).
Nach dem Ende des Ersten Weltkriegs und dem Zusammenbruch der Habsburgermonarchie kam Szufnarowa 1918 zu Polen. Unterbrochen wurde dies nur durch die deutsche Besetzung Polens im Zweiten Weltkrieg. Von 1975 bis 1998 gehörte Szufnarowa zur Woiwodschaft Rzeszów.

## Persönlichkeiten
- Danuta Lato (* 1963/1965), Sängerin, Schauspielerin und Model der 1980er Jahre